# シャランシュー
シャランシュー（仏: Charancieu）は、フランスのオーヴェルニュ＝ローヌ＝アルプ地域圏、イゼール県に属するコミューン。

## 地理
県都グルノーブルから北へ40kmほどいった、県北部の田園地帯にある。市街地は特に無く、道沿いや少し入った場所に褐色をした家屋が散らばる。レ・ザブレと、南東でラ・バティ＝ディヴィザンと、西でサントンドラと、北西でフィティリューとそれぞれ接するが、とりわけレ・ザブレは比較的大きなコミューンである。

## 行政
- 首長 - カトリーヌ・キェイロン（Catherine Queyron、2008年3月から）
- 前首長 - アンドレ・ジレ（André Gillet、2001年3月から2008年3月まで、国民運動連合所属） サン＝ジョワール選出の県会議員

議会は首長も含め15人で構成される。

## 人口の推移[1][2]
上段が年度、下段が人口
| 1793 398人 | 1800 423人 | 1806 431人 | 1821 422人 | 1831 550人 | 1836 589人 | 1841 590人 | 1846 624人 | 1851 574人 |
| 1856 532人 | 1861 544人 | 1866 522人 | 1872 549人 | 1876 548人 | 1881 547人 | 1886 553人 | 1891 504人 | 1896 479人 |
| 1901 463人 | 1906 421人 | 1911 398人 | 1921 360人 | 1926 358人 | 1931 318人 | 1936 312人 | 1946 300人 | 1954 266人 |
| 1962 267人 | 1968 268人 | 1975 289人 | 1982 407人 | 1990 521人 | 1999 563人 | 2006 672人 | 2007 688人 |            |

棒グラフ